# ダーラヘスト

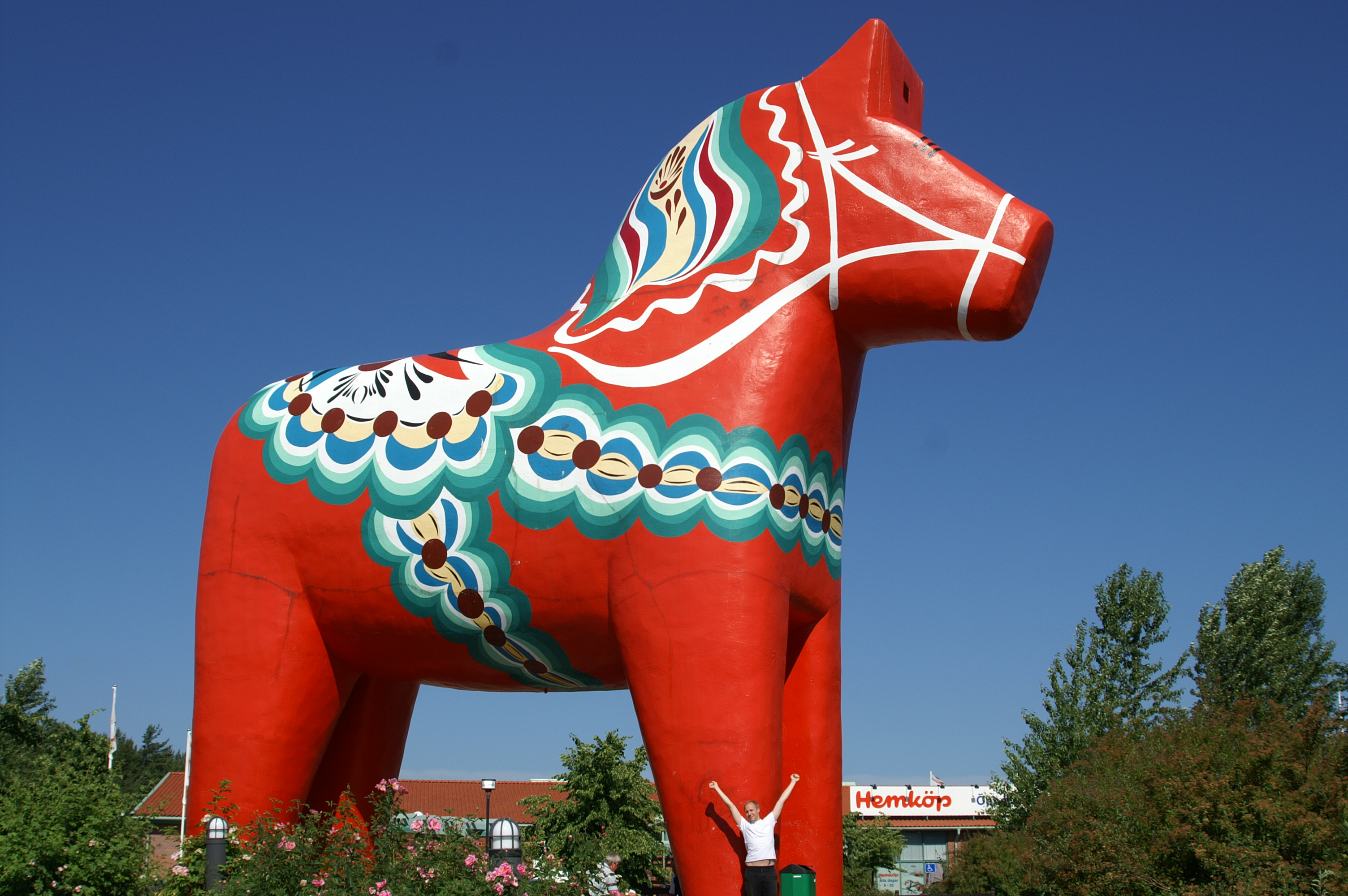
世界で一番大きいダーラヘスト。コンクリート製で、アヴェスタにある。

ダーラヘスト （スウェーデン語: dalahäst、ダーラナ馬という意味）は、スウェーデン・ダーラナ地方発祥の伝統工芸品。木彫りの馬で、日本では「ダーラナホース」という名前でも紹介されている。古くは子供の玩具であったが、現在はダーラナ地方の象徴、またスウェーデンそのものを象徴するものとされることがある。

## 歴史
伝統的なダーラヘストは、全体を明るい赤、馬具を白、緑、黄、青などで彩色される。赤は、地方にある銅鉱山から良質の銅が産出される際に同時にできる塗料である。全体は明るい青、もしくはRättvik地域では灰色に塗られる。風変わりな馬の曲線は、地方の時計産業から木材を提供されたからだとも言われている。馬は、丸い時計を作るように、角が切り落とされている。
ダーラヘストは、スウェーデンの長い冬の夜、森の中の小屋で火をたくそばで作られた。通常一本のナイフがあれば作ることができる、自分の子供のために作るおもちゃだった。当時、馬は農耕の大事な相棒で、夏でも冬でも農場と家を行き来する交通手段として生活の中にあり、木製のおもちゃが馬ばかりになっていくのは自然なことだった。ダーラヘストは、北欧神話の神オーディンの馬スレイプニルをモデルにしたのではないかという説があるが、スレイプニルは8本足であることから似ているとは言えない。

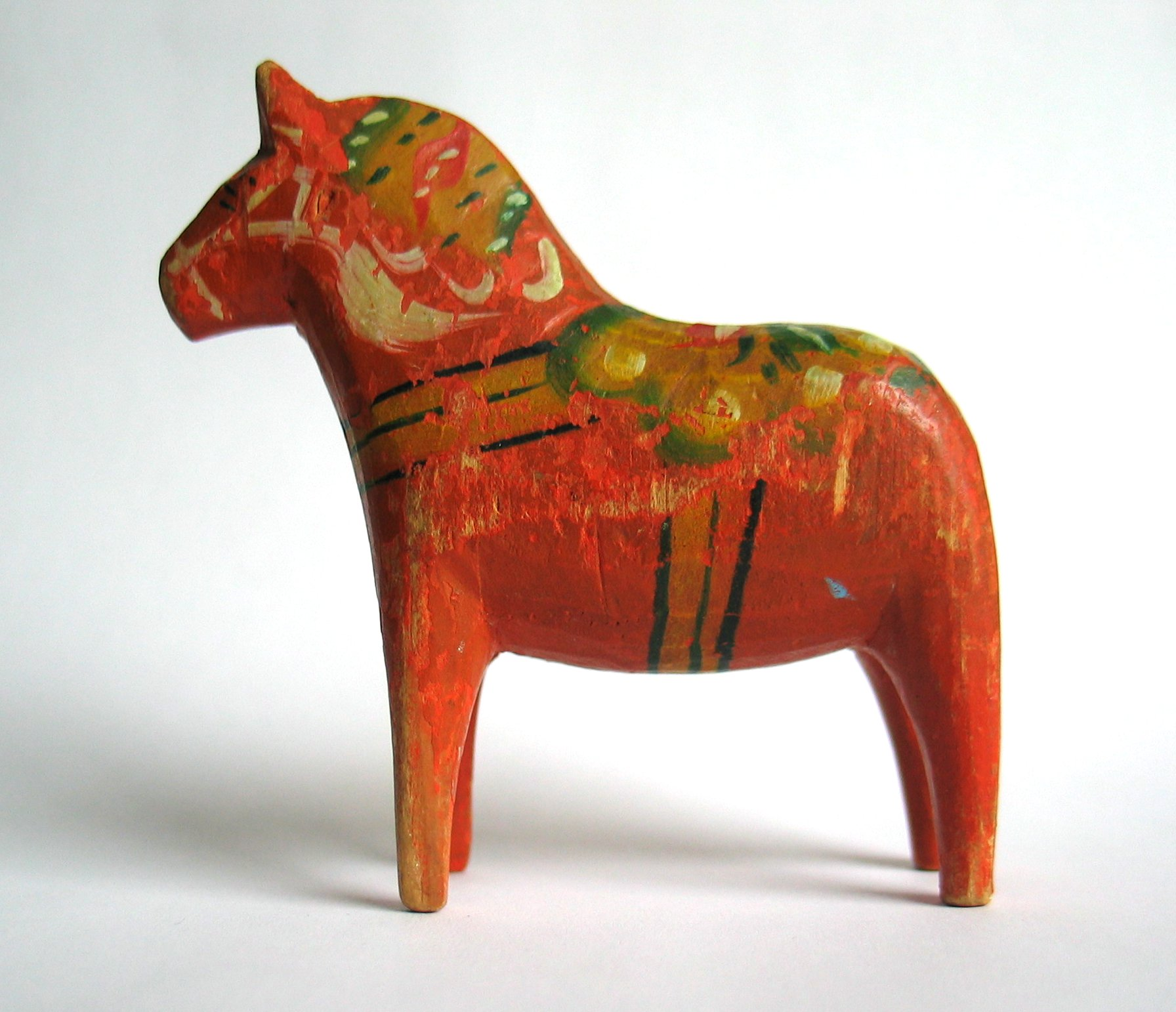
クルビット風に塗られたダーラヘスト

木製の馬が最初に売りに出された記録は、およそ400年前の1623年である。今日見られる模様は150年前からあるといい、クルビット風と言われている。19世紀、モーラ出身のスティコ・エーリク・ハンソンが、一本の筆で2色を塗る技術を紹介し、これが現在まで続いている。現在のダーラヘストは、松材で作られた手作りのものである。

### 原型
ダーラヘストの木工細工は、ダーラナ馬（ノルウェー原産の、この地方で生産される馬の種類）の生産地であるBergkarlas、Risa、Vattnas、ヌースネースの村近郊で作られ始めたと考えられている。村はやがて家具や時計製造の波に巻き込まれ、余った材木を使って冬の余暇に、子供のためのおもちゃを作ったといわれる。
しかし、彫られて彩色された小さな馬の芸術は、早くも1800年代に花開いた。ダーラナ全体の経済的困難から、小さな木工馬の生産が、物々交換の重要な品物となっていったのである。ダーラヘストと交換に生活必需品をもらう必要性から、ダーラヘスト生産が長い冬の間に限られるわけにはいかなくなり、家内工業として木工と彩色が広く行われるようになった。田舎の一家はダーラヘストを作ることで食糧を確保できるようになり、木工と彩色の技術が次代へと受け継がれていった。
ダーラヘストの彩色（初期のダーラヘストは無垢の木のままか、一色しか塗られていなかった）は、家具の彩色にルーツを持ち、100年以上かけ完成された。おそらく最も有名な彩色の技術者は、先に紹介した一度に一本の筆で二色を塗るという技法を伝えた、スティコ・エーリク・ハンソンであろう。ダーラヘストを木から削り出す者は、同時に彩色も行う。ハンソンは移民としてアメリカ中西部へ渡り、64歳で亡くなってネブラスカ州の小さな教会の庭に葬られた。

## 地域による違い

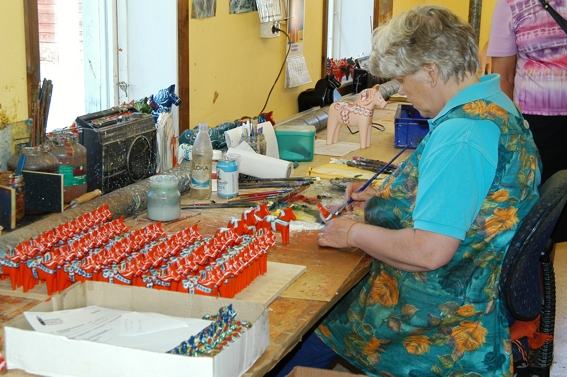
ダーラヘストに色を塗る工程

製作者だけでなく、村によってもダーラヘストのデザインには違いがある。例えば、ヌースネースで作られたダーラヘストはずんぐりとした農耕馬だといわれているし、Rättvikのダーラヘストはやせ型で直立不動である。現在のダーラヘスト生産の中心地はヌースネースで、著名な工房がある。初期の頃のダーラヘストには骨董的価値があり、スウェーデン国内の博物館に展示されていたり、一家のコレクションとして代々伝えられている。